# Miechowo
Miechowo est un village polonais de la gmina de Prostki, dans le powiat d'Ełk, voïvodie de Varmie-Mazurie, au nord-est du pays.
Il est situé à environ 10 km au sud d'Ełk et à 122 km à l'est de la capitale régionale Olsztyn.